# Jana Moroni Barroso
Jana Moroni Barroso, conhecida pelo codinome Cristina, foi uma guerrilheira brasileira, integrante da organização de extrema-esquerda Partido Comunista do Brasil, que combateu a ditadura militar brasileira na Guerrilha do Araguaia. Foi vista pela última vez em 2 de janeiro de 1974, na cidade de Araguaia acompanhada pela companheira política Maria Célia Corrêa. Oficialmente consta como desaparecida política. Por seus restos mortais não terem sidos encontrados até o momento, nunca houve um sepultamento para a guerrilheira.
É um dos casos investigados pela Comissão Nacional da Verdade, que apura mortos e desaparecidos na ditadura militar brasileira. Entre os militantes que desapareceram durante a Guerrilha do Araguaia, Jana Barroso figura como uma das 70 pessoas não localizadas, sendo uma das 12 mulheres nesse grupo. Em 2010, o Estado brasileiro foi condenado pela Corte Interamericana de Direitos Humanos, vinculada à Organização dos Estados Americanos, por violações relacionadas ao desaparecimento de 62 indivíduos na região. O caso, conhecido como “Gomes Lund e outros vs. Brasil”, inclui Jana entre as vítimas reconhecidas pela corte internacional.

## Biografia
Jana nasceu em Fortaleza, capital do estado do Ceará, em 10 de junho de 1948. Filha de Benigno Girão Barroso e Cyrene Maroni Barroso. Jana se mudou para o Rio de Janeiro ainda muito nova, cursou até o quarto ano de Biologia na Universidade Federal do Rio de Janeiro (UFRJ) e foi quando começou a se envolver na política, ingressou primeiramente na União da Juventude Patriota (UJP) e depois no PCdoB (Partido Comunista do Brasil), onde ficou responsável pela imprensa clandestina do Partido e durante este período, desempenhou a função de secretária da Seção de Agitação e Propaganda.
Quando se despediu de sua família, deixou uma carta explicando seus interesses e razões políticas, disse que talvez não a tivessem de volta, além de deixar um exemplar de um livro de Gorki, "A Mãe". E então, em abril de 1971 mudou-se para Metade, nas proximidades do município de São Domingos do Araguaia no estado do Pará, onde passou a integrar a guerrilha comunista criada na área, além de começar a lecionar na alfabetização da população local, recebeu e receber o codinome Cristina. :399 Casou-se com Nelson Lima Piauhy Dourado, também guerrilheiro e membro do Destacamento Helenira Rezende das Forças Guerrilheiras do Araguaia.
Na época, a irmã de Jana, Lorena Moroni Girão Barroso, tinha apenas quatorze anos e relatou para a revista Piauí como foi a despedida e que durante anos se sentiu culpada pela partida de sua irmã mais velha, na época com 21 anos.
Além disso, Jana também tinha um irmão chamado Breno Moroni Girão Barroso que atuou em um filme sobre a Guerrilha do Araguaia, que relatava fatos acontecidos na Ditadura Militar com o grupo de guerrilheiros que se mudou para o Pará, dentre eles Jana, chamado "Araguaia, Presente!", lançado em 2018, e em outras produções a respeito dos acontecimentos com os militantes, como a peça de 2004 "Araguaya- a conspiração do silêncio".

Desapareceu em 2 de janeiro de 1974, em companhia do marido e da também guerrilheira Maria Célia Corrêa (Rosa) após ataque das Forças Armadas ao destacamento. Cristina, o nome pelo qual era conhecida na região, anos depois teve sua morte assim descrita pelo mateiro cearense José Veloso de Andrade, que vivia na região e acompanhou os militares:
| “ | Não foi combate... quando eles pressentiram a tropa do Exército ela correu .. um guia atirou nela, o Zé Catingueiro ... deu chumbo mas o chumbo era pouco... ela não morreu na hora, mas morreu... era a flor da subversão na boniteza.:401 | ” |

Quase nua e ferida, foi levada para a base da Bacaba, nas imediações do município de Brejo Grande do Araguaia embarcada num helicóptero e desapareceu. Nesse contexto, o depoimento do camponês José da Luz Filho indica que Jana teria sido levada a junto a seu marido, Nelson Lima Piauhy Dourado. O relatório do Ministério da Marinha atesta que foi morta em 8 de fevereiro de 1974. Oficialmente, é dada como desaparecida.

## Morte e desaparecimento
Jana Moroni Barroso, de acordo com o Relatório Arroyo, criado pela comissão da verdade, desapareceu no dia 2 de fevereiro de 1974 em uma Fazenda em Araguaia. Nesse dia, ela estava com outros guerrilheiros e após se afastar com a colega Maria Célia Corrêa, conhecida como Rosa, nunca mais foi vista.
Isso ocorreu na região do Bico do Papagaio, localizada no sul do Pará, durante um período de perseguição dos militantes comunistas do PcdoB pelas Forças Armadas, durando cerca de dois anos, entre 1972 e 1974 resultando em 61 desaparecidos, de acordo com a reportagem publicada pela Folha de S.Paulo em 2001.
Apesar de a declaração Arroyo a declarar como desaparecida, o Relatório do Ministério da Marinha de 1993 IV e o Relatório do CIE, do Ministério do Exército, declaram sua morte no dia 8 de fevereiro de 1974. Já o jornal O Globo, publicou na data do dia 26 de abril de 1996 uma matéria afirmando que no dia 7 de janeiro de 1974 a guerrilheira foi identificada em documentos militares como Cristina e membro do Destacamento A, e que sua morte aconteceu no dia 11 de fevereiro.
"Piauí, Beta e Edinho encontraram Duda, do grupo do Nelito. Ele contou que os tiros do dia 2 tinham sido sobre o grupo em que ele estava. Disse que, depois do almoço desse dia, Nelito e Duda estavam juntos e que Cristina (Jana Morone Barroso) e Rosa (Maria Célia Correa) haviam se afastado por um momento. Carretel estava na guarda. Na véspera, Duda e Carretel tinham ido à casa de um morador. A casa estava vazia. Quando se retiraram, viram que vinham chegando os soldados. [...] Os tiros foram dados sobre Carretel, que saiu correndo. Nelito não quis sair logo. Entrincheirou-se, talvez pensando nas duas companheiras. Mas os soldados se aproximavam. Então, ele correu, junto com Duda, mas foi atingido. Assim mesmo, ainda se levantou e correu mais uns 20 metros. Foi novamente atingido e caiu morto. Duda conseguiu escapar. Não se sabe o que houve com as duas companheiras, nem com Carretel."
A Comissão Especial sobre Mortos e Desaparecidos Políticos (CEMDP) reúne diversos depoimentos sobre o paradeiro de Jana Moroni Barroso, como do ex-mateiro Raimundo Nonato dos Santos que afirma que a militante, que estava desarmada no momento, levou um tiro e teve seu corpo abandonado no local, porém um depoimento de um ex militar também para a CEMDP afirma ter prendido a jovem viva e a levado, em uma caixa, para a cidade de Xambioá. Além disso, também existe a declaração do sargento João Santa Cruz para a Comissão Nacional da Verdade (CNV) de que avistou o corpo de Jana em um helicóptero pousando na base.
Apesar de diversos depoimentos, como tudo se sucedeu ainda é um mistério. Hoje, ela é considerada uma desaparecida política por seus restos mortais não terem sido entregues à sua família e não haver ocorrido seu sepultamento.

## Homenagens
Uma rua na cidade de Campinas, interior do estado de São Paulo e uma avenida do Rio de Janeiro, no bairro de Paciência, foram batizados com seu nome. Em 2004, seu irmão, o ator Breno Moroni, participou do filme Araguaia - A Conspiração do Silêncio, que trata sobre a guerrilha.
Além disso, em Petrópolis, no Rio de Janeiro, um centro público de obstetrícia recebeu seu nome. Passou a se chamar Maternidade Jana Moroni Barroso, em sua homenagem.